# Allium traubii
Allium traubii là một loài thực vật có hoa trong họ Amaryllidaceae. Loài này được T.M.Howard mô tả khoa học đầu tiên năm 1967.